# Boken om bagar Bengtsson
Boken om bagar Bengtsson är en svensk barnbok, skriven på vers, av författaren Lennart Hellsing, med illustrationer av Poul Ströyer och utgiven 1966 på förlaget Rabén & Sjögren.
Boken fick ursprungligen viss kritik, då den ansågs ta för lätt på döden och skoja om begravningsceremonierna.[källa behövs] Den var under några år förbjuden på svenska bibliotek.

## Handling
Boken handlar om bagaren Bengtsson som äger ett bageri med en anställd, Bullertina Bergis. När bagar Bengtsson har suttit en hel kväll på sin högsta kokostopp, blir han förkyld, insjuknar och dör. Han begravs sedan i en limpa.